# Gaves réunis
Gaves réunis – rzeka w południowo-zachodniej Francji o długości 10 km i powierzchni dorzecza 5200 km². Rzeka powstaje w miejscowości Peyrehorade w departamencie Landy, jako połączenie wód rzek Gave de Pau i Gave d’Oloron. 10 km dalej wpada do rzeki Adour w miejscu zwanym Bec du Gave, niopodal miejscowości Horgave w gminie Sainte-Marie-de-Gosse.

## Ważniejsze miejscowości
Peyrehorade, Hastingues.